# Paddel (telegrafi)

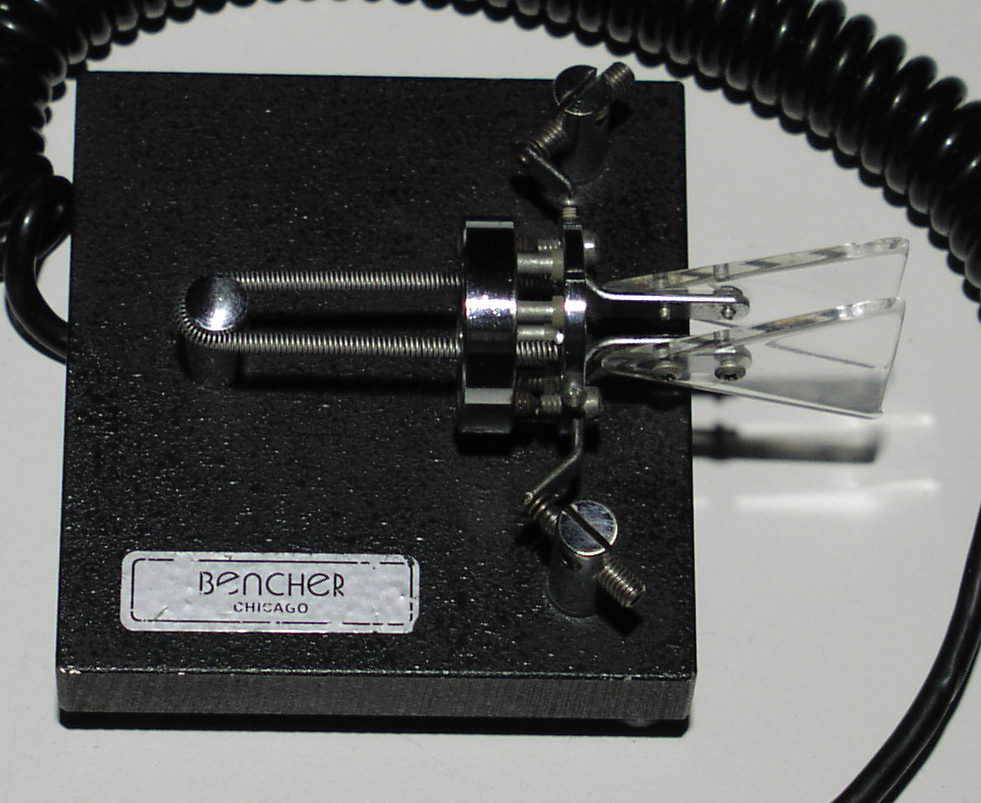
Paddlar i plexiglas monterade på en Bencher-manipulator

En paddel (engelska: Paddle) kallas de utskjutande delar som sitter på en typ av telegrafinyckel, kallad manipulator, som är vanlig vid morsesignalering. Paddlarna är kopplade till en elektronisk nycklingsenhet, en elbugg, som automatiskt genererar långa respektive korta signaler beroende på vilken paddel som trycks in. Normalt styr man långa signaler med pekfingret och korta med tummen. För vänsterhänta skiftar man anslutningen elektriskt så att korta signaler hamnar på tummen även för dem.